# Seznam ukrajinskih smučarjev
Seznam ukrajinskih smučarjev.

## F
- Rostislav Feščuk

## G
- Tamara Gisem

## H
- Julija Harkivska

## K
- Olga Kniš
- Tetjana Knopova
- Ivan Kovbasnjuk

## L
- Olga Loginova

## M
- Bogdana Macocka

## P
- Katerina Pirožko

## S
- Anastasija Skrjabina

## Š
- Anastasija Šepilenko
- Katerina Šepilenko

## T
- Tetjana Tikun